# 実習併用職業訓練
実習併用職業訓練（じっしゅうへいようしょくぎょうくんれん）とは、事業主（企業など）が主体となり、事業主が労働者の業務遂行過程で行う実習（OJT）と、教育訓練施設（公共職業能力開発施設や認定職業訓練施設、専門学校、各種学校等）で行う学習（OFF-JT）を組み合わせて実施される職業訓練である。実践型人材養成システム（じっせんがたじんざいようせいしすてむ）とも呼ばれる。
認定実習併用職業訓練（にんていじっしゅうへいようしょくぎょうくんれん）とは、青少年の職業能力の開発及び向上に効果的であると厚生労働大臣が認定した実習併用職業訓練である。

## 根拠法令
「職業能力開発促進法及び中小企業における労働力の確保及び良好な雇用の機会の創出のための雇用管理の改善の促進に関する法律の一部を改正する法律」（平成18年法律第81号）の制定により、実習併用職業訓練は職業能力開発促進法第10条の2第2項、認定実習併用職業訓練は第14条に規定された。

## 目的
実習併用職業訓練の目的は、事業主が雇用する労働者の実践的な職業能力の開発及び向上を促進することである。認定実習併用職業訓練の目的は、青少年の実践的な職業能力の開発及び向上を図ることである。

## 対象となるOFF-JT
- 公共職業能力開発施設（職業能力開発校、職業能力開発短期大学校、職業能力開発大学校、職業能力開発促進センター、障害者職業能力開発校）で行われる職業訓練
- 認定職業訓練
- 職業能力の開発及び向上に適切と求められる当該事業主以外が設置する施設（専門学校、各種学校など）で行われる教育訓練